# Orbital Reef
Orbital Reef is een low Earth orbit (LEO)-ruimtestation dat wordt ontwikkeld door Blue Origin en Sierra Space voor commerciële ruimtevaartactiviteiten en ruimtetoerisme. Blue Origin noemt het een bedrijvenpark voor gemengd gebruik. Het ruimtestation is ontworpen voor een bemanning van 10 personen en biedt een ruimte van 830 m³.
Blue Origin en Sierra Space presenteerden op 25 oktober 2021 voorlopige concepten voor het ruimtestation. In maart 2022 werd verwacht dat het station in 2027 operationeel zou zijn.